# Armando Diaz (incrociatore)
L'Armando Diaz fu un incrociatore leggero della Regia Marina italiana, appartenente alla classe Luigi Cadorna, la seconda del tipo Condottieri.
Venne così battezzata in onore del generale della prima guerra mondiale Armando Diaz. Il motto della nave era estratto dal testo del Bollettino della Vittoria del 4 novembre 1918: Con fede incrollabile e tenace valore.
Inquadrato nella IV Divisione incrociatori, non disponendo di una protezione sufficiente ad operare in azioni di squadra, durante la seconda guerra mondiale venne impiegato perlopiù in ruoli di scorta e di protezione ai convogli italiani e tedeschi ed era dotato degli idrovolanti IMAM Ro.43.
L'unica battaglia a cui poteva prendere parte fu quella di Punta Stilo del 9 luglio 1940, scontro cui tuttavia non poté partecipare attivamente perché costretto a rientrare a causa di problemi alle macchine.
Alle 3:43 del 25 febbraio 1941, mentre scortava un convoglio per la Libia assieme al gemello Giovanni delle Bande Nere e ai caccia Ascari e Corazziere, fu silurato dal sommergibile della Royal Navy HMS Upright e affondò di prua in soli sei minuti, trascinando con sé 464 uomini su un totale di 611 che componevano l'equipaggio (secondo altre fonti i morti furono 500 su 633 uomini a bordo).
La perdita del Diaz è esemplare di come le prime due classi della serie Condottieri (Di Giussano e Cadorna) avessero una protezione troppo scarsa: andarono infatti perdute (tutte per siluramento, anche se questo non ebbe un ruolo primario nella perdita del Da Barbiano e del Colleoni) cinque delle sei unità che le componevano, mentre solo una delle sei unità delle tre serie successive ("Montecuccoli", "Duca d'Aosta" e "Duca degli Abruzzi") fu affondata, e molte di queste unità sopravvissero a siluramenti (ad esempio il Garibaldi, il Duca degli Abruzzi o l'Attendolo).

## Comandanti nel periodo bellico
- Capitano di vascello Francesco Mazzola (+) dal 21 novembre 1939 al 25 febbraio 1941;

## Relitto
Il relitto dell'Armando Diaz è stato localizzato nel 2004 da un pescatore di Lampedusa al largo dell'isola di Kerkennah, posizione 34°33'N, 11°43'E. La nave giace sul lato di babordo spezzata in due a meno di 50 metri di profondità con la prua alzata. Le sue torrette di poppa sono ancora al loro posto, ma i loro cannoni sono sepolti nel fondale.